# Пактика
Пактика е провинция в южен Афганистан с площ 19 482 км² и население 352 000 души (2002). Административен център е град Шаран.

## Административно деление
Провинцията се поделя на 15 общини.